# Rue Tiphaine
Pour les articles homonymes, voir Tiphaine.
La rue Tiphaine est une rue du 15e arrondissement de Paris.

## Origine du nom

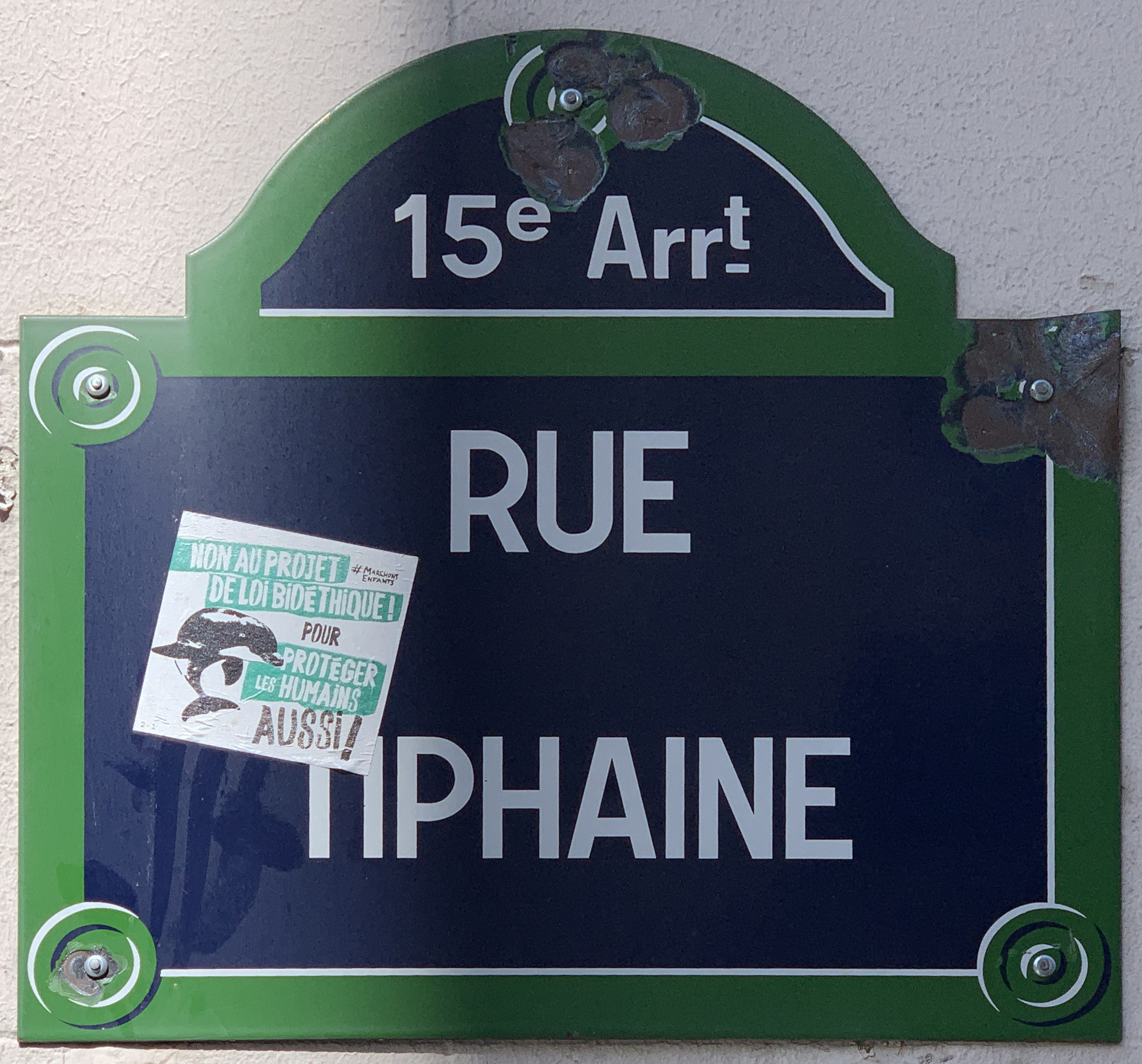
Plaque de la rue.

Elle porte le nom de monsieur Tiphaine, l’un des fondateurs du nouveau village de Grenelle, adjoint au maire de cette commune de 1845 à 1848.

## Historique
La rue Tiphaine est une voie de l’ancienne commune de Grenelle (Seine), annexée à Paris en 1860, son classement dans la voirie parisienne avait été ajourné en 1863. Elle a finalement été classée dans la voirie parisienne par le décret du 27 janvier 1866.

## Bâtiments remarquables et lieux de mémoire
- Reconstituée en 1945, la Croix-Rouge républicaine espagnole en exil gère un dispensaire au no 23 de la rue Tiphaine de 1948 à 1950, puis 47 rue Monge (5e arrondissement)[1].